# لوتی ایزابل بلیک
لوتی ایزابل بلیک (انگلیسی: Lottie Isbell Blake؛ ۱۰ ژوئن ۱۸۷۶ – ۱۶ نوامبر ۱۹۷۶) پزشک و مبلغ مذهبی و آموزگار اهل ایالات متحده آمریکا بود. بلیک نخستین زن آفریقایی‌تبار از کلیسای ادونتیست‌های روز هفتم بود که پزشک شد. او به خاطر موفقیت انقلابی‌اش در آب‌درمانی که در آن زمان یک درمان پزشکی پیشرفته محسوب نمی‌شد، به یاد مانده است. لوتی بلیک به همراه همسرش دکتر دیوید امانوئل بلیک، به عنوان مبلغ پزشکی و با هزینهٔ خودشان، به پاناما، هائیتی و جامائیکا سفر کرده و در آنجا فعالیت می‌کردند. در طول زندگی خود، دکتر لوتی بلیک مجوز پزشکی در ایالت‌های اوهایو، تنسی، آلاباما، پاناما، ویرجینیای غربی و پنسیلوانیا را دریافت کرد. بلیک درمانی برای «ذات‌الریه شهرهای دودآلود» که ناشی از دود و آلودگی هوا در پیتسبرگ پنسیلوانیا بود، پیدا کرد. پس از پنجاه سال خدمت، لوتی بلیک در سن ۸۱ سالگی از سوی انجمن پزشکی آمریکا مورد تقدیر قرار گرفت.

## اوایل زندگی
لوتی ایزبل بلیک در آپوماتوکس واقع در شهرستان اپوماتوکس زاده شد و دختر فانی و توماس ایزبل بود. زمانی که لوتی سه ساله بود، خانواده ایزبل از ویرجینیا به کلمبوس اوهایو نقل مکان کردند. توماس ایزبل نجار بود و فانی ایزبل در حین تربیت لوتی و نه خواهر و برادرش به تأسیس «کلیسای باپتیست گروو» کمک کرد. کودکان ایزبل بیشتر دوران کودکی خود را به عنوان باپتیست بزرگ شدند، اما زمانی که لوتی بیست ساله شد، او، مادرش و خواهرش مِـیمی به کلیسای ادونتیست‌های روز هفتم پیوسته و به این مذهب گرویدند.

## تحصیلات
پس از اتمام دبیرستان، بلیک در سن ۲۰ سالگی گواهی‌نامه تدریس خود را دریافت کرد. اگرچه او برای معلم شدن تحصیل کرده بود، اما به جای آن به آموزش و کار به عنوان پرستار در آسایشگاه مسلولین بتل کریک واقع در بتل‌کریک، میشیگان پرداخت، که توسط اعضای کلیسای ادونتیست‌های روز هفتم تأسیس شده بود. دکتر جان هاروی کلوگ، مدیر آسایشگاه باتل کریک، که با او زندگی کرده و کار می‌کرد، به عنوان یک راهنما در طول سال‌های پرستاری بلیک او را همراهی کرد. با تشویق دکتر کلوگ، بلیک سپس وارد دانشکده پزشکی شد. او در سال ۱۹۰۲، در سن ۲۶ سالگی از کالج پزشکی میشنری آمریکا فارغ‌التحصیل شد و اولین زن سیاه‌پوست معتقد به کلیسای ادونتیست‌های روز هفتم بود که پزشک شد.

## اوایل کار
در ابتدا، کارهای مبلغی بلیک در ایالات جنوبی آمریکا متمرکز بود. او به عنوان مدیر بیمارستان راک سیتی در نشویل، تنسی و پزشک فعال در برمینگم، آلاباما مشغول به کار بود. جامعه سیاه‌پوست در نشویل احساس می‌کرد که درمان‌های بلیک، کمتر از آنچه که آنها در جامعه خود بدان عادت داشتند، پیشرفته و مؤثر بوده و آن‌ها این درمان‌ها را «درمان‌های کهنه» نامیدند. وی پس از احساس طرد شدن از نشویل، کار خود را به جامعه روستایی هیل‌کرست در شمال نشویل منتقل کرد. اما در آنجا هم دوباره با مقاومت روبه‌رو شد. پس از شیوع یک بیماری همه‌گیر در یتیم‌خانه‌ای در هانتسویل، آلاباما، بلیک به آنجا نقل مکان کرد تا به کمک بپردازد. او سپس در مدرسه آموزش صنایع دستی اوک‌وود در هانتسویل، آلاباما که اکنون دانشگاه اوک‌وود است، کار کرد و اولین عضو هیئت علمی سیاه‌پوست با مدرک دکترا بود. در آنجا او برنامه آموزشی پرستاری را در دانشگاه اوک‌وود راه‌اندازی کرد که همچنان امروز به فعالیت خود ادامه می‌دهد. در سال ۱۹۰۴، او مجوز پزشکی خود را در ایالت آلاباما دریافت کرد. پس از ازدواج با شوهرش، دکتر دیوید امانوئل بلیک در ۱۸ سپتامبر ۱۹۰۷، این زوج به  نشویل نقل مکان کردند، جایی که لوتی اتاق‌های «درمان طبیعی» را در بیمارستان راک سیتی راه‌اندازی کرد، در حالی که شوهرش دیوید در حال تحصیل پزشکی در «کالج پزشکی مِـهاری» بود. آنها تا فارغ‌التحصیلی دیوید در سال ۱۹۱۲ در آنجا کار کردند، و سپس در همان سال به کلمبوس اوهایو نقل مکان کنند.

## سال‌های آخر
انجمن پزشکی آمریکا لوتی را به خاطر بیش از ۵۰ سال فعالیت حرفه‌ای‌اش در زمینه پزشکی مورد تقدیر قرار داد. در سال‌های بازنشستگی، او به مطالعه‌های مذهبی و آموزش ادبیات دینی به کسانی که خواهان یادگیری از او بودند، ادامه داد. او در سال‌های آخر زندگی‌اش با دخترش، آلیس اوِولین، در هانتسویل، آلاباما سکونت گزید.. دکتر لوتی بلیک در تاریخ ۱۶ نوامبر ۱۹۷۶ در سن ۱۰۰ سالگی بر اثر علل طبیعی درگذشت.

## میراث
امروزه از دکتر لوتی بلیک به عنوان یک پزشک مبلغ مذهبی، مربی و پیشگام در حوزه خدمات پزشکی یاد می‌شود. با وجود چالش‌هایی که در طول دوران فعالیت خود با آن‌ها روبه‌رو بود، خدمت او در عرصه پزشکی نقطه عطفی در این زمینه، به‌ویژه برای آمریکایی‌های آفریقایی‌تبار در جنوب آمریکا بود. او اولین پزشک زن سیاه‌پوست در آلاباما و اولین سیاه‌پوست عضو کلیسای ادونتیست‌های روز هفتم بود که موفق به دریافت مدرک پزشکی شد. او میراثی از ایمان قوی، قدرت در آموزش و عزم راسخ برای خدمت به جامعه سیاه‌پوستان و آفریقایی‌تباران و درمان آن‌ها از خود برجا گذاشت.